# 凯斯特海伊·丽陶
凯斯特海伊·丽陶（匈牙利語：Keszthelyi Rita，1991年12月10日—），匈牙利女子水球运动员。她曾代表匈牙利国家队参加2012年、2016年和2020年夏季奥林匹克运动会水球比赛，其中2020年奥运会获得一枚铜牌。